# Враги сожгли родную хату
«Враги́ сожгли́ родну́ю ха́ту…» — советская песня. Автор музыки — Матвей Блантер, автор слов — Михаил Исаковский. Широкую известность получила в исполнении Марка Бернеса, и позже вошла в репертуар многих известных исполнителей. Одна из самых популярных песен о Великой Отечественной войне, проникнутая острым драматическим и трагическим настроением. В песне описывается ситуация возвращения солдата с войны домой. Но дом сожжён, и жена погибла. В текст встроен пронзительный монолог солдата над могилой супруги, построенный как его обращение к ней.

## История создания
Стихотворение «Враги сожгли родную хату…» («Прасковья») Исаковский написал в 1945 году. Впервые оно было опубликовано в журнале «Знамя» в 1946 году (№ 7):

Враги сожгли родную хату,

Сгубили всю его семью.

Куда ж теперь идти солдату,

Кому нести печаль свою?..

Стихотворение попалось на глаза Твардовскому, и тот посоветовал Блантеру положить его на музыку. Первоначально эта идея не нашла понимания у Исаковского (он считал своё стихотворение слишком длинным для песни), но Блантер сумел переубедить его и вскоре сочинил музыку. Вскоре она прозвучала на радио в исполнении дуэта В. А. Бунчикова и Владимира Нечаева на праздничном правительственном концерте 1949 года в Колонном зале Дома Союзов, в прямом эфире Всесоюзного радио транслировавшего концерт, но тут же была запрещена к дальнейшему исполнению. Исаковский позже рассказывал:

Редакторы — литературные и музыкальные — не имели оснований обвинить меня в чём-либо. Но многие из них были почему-то убеждены, что Победа исключает трагические песни, будто война не принесла народу ужасного горя. Это был какой-то психоз, наваждение. В общем-то неплохие люди, они, не сговариваясь, шарахнулись от песни. Был один даже — прослушал, заплакал, вытер слезы и сказал: «Нет, мы не можем». Что же не можем? Не плакать? Оказывается, пропустить песню на радио «не можем».

Стихотворение было раскритиковано «за распространение пессимистических настроений», и на долгие годы песня исчезла из репертуара официальной советской эстрады.

### «Второе рождение»
Возможно, что песня так и осталась бы под запретом, но в 1960 году Марк Бернес рискнул её исполнить на большом сборном концерте. После заключительных слов зал устроил певцу бурную овацию. Песня «пошла в народ». 9 мая 1965 году на «Голубом огоньке» №150  маршал Чуйков попросил исполнить эту песню, тем самым «прикрыв» её своим именем. Песню стали записывать многие исполнители, но именно вариант Бернеса наиболее узнаваем, сделавшись одной из «визитных карточек» певца.
Многие известные литературоведы, писатели, поэты относят стихотворение и песню «Враги сожгли родную хату…» к вершинам отечественной военной лирики, отмечая предельный трагизм ситуации. В подобном ключе отзывались, в частности, Твардовский, Евтушенко, Лев Аннинский.

## В культуре
В фильме Владимира Хотиненко «Зеркало для героя» один из персонажей, ослепший на войне бывший танкист, впервые услышав эту песню, говорит: «Я знал, что такая песня должна быть… Слеза несбывшихся надежд… То ж про меня…».
В книге воспоминаний «Осколки зеркала» М. А. Тарковская (дочь поэта и сестра режиссёра) подробно описывает впечатление от прослушивания песни в бардовском исполнении (в начале 1950-х годов).
Последний же куплет взрывал все привычное, застрявшее в голове от бесконечного повторения, уничтожал армейское бодрячество, напоминал, что, кроме «советского патриотизма», есть на свете любовь и страдание:
 
                              Молчал солдат, слеза катилась,
                              Слеза несбывшихся надежд,
                              А на груди его светилась
                              Медаль за город Будапешт.